# Amidok
Az amidok karbonsavakból és az aminokból (illetve ammóniából) vízelvonással levezethető vegyületek, vagyis az ammónia illetve a primer és szekunder aminok acilezett származékai.
Az amidok nevét képezhetjük a kiindulási karbonsav szabályos vagy köznapi nevéből kiindulva (acetamid v. ecetsav-amid)
Az amidcsoport összetett funkciós csoport, karbonil- és aminocsoportból áll össze. Hidrogénkötés kialakítására is képesek, kivéve abban az esetben, ha a nitrogénatomhoz egy hidrogénatom sem kapcsolódik. Az amidcsoport a C−N kötés körül nem képes rotációra, illetve az amidok kémiai tulajdonságaiból az következik, hogy a nitrogénatomon nincs nemkötő elektronpár. Az említett tények fényében valószínű, hogy a C=O pi-kötés és a nitrogénatom elektronja közös delokalizációban vesz részt. Az amidkötés egy speciális típusa a peptidkötés, amely aminosavak között jöhet létre. Az amidok fontos képviselője a karbamid (NH2−CO−NH2).

## Fizikai tulajdonságok
- A kisebb molekulák jól oldódnak vízben (a H-kötéseknek köszönhetően)
- A primer és szekunder (−CO−NH2 vagy −CO−NH− csoportot tartalmazó) amidok olvadás- és forráspontja a többi (hasonló méretű) szerves vegyületéhez képest magas a hidrogénkötések miatt.

## Kémiai tulajdonságok
Megfelelő oldószerekben a primer és szekunder amidok káliummal és nátriummal hidrogénfejlődés közben reagálnak, mivel a nitrogénhez kötődő hidrogén disszociábilis, tehát a −CO−NH2 vagy a −CO−NH− csoportot tartalmazó amidok igen gyenge savnak tekinthetők.

### Előállítás
Észter, illetve savanhidrid és amin vagy ammónia reakciójával állítják elő, mivel ha az amint (vagy ammóniát) közvetlenül egy karbonsavval reagáltatjuk, teljes protonátmenet megy végbe: R−COOH + H2N−Q = R-COO- + +H3N−Q

## Előfordulás
- Fehérjékben (aminosavak)
- A karbamid a fehérje anyagcsere végterméke, a vizelettel távozik.

## Felhasználás
- Gyógyszerekben
- Műtrágya gyártásban
- Műanyagiparban (poliamidok, pl. nejlon gyártására)

## Fordítás
- Ez a szócikk részben vagy egészben  az   Amide című angol Wikipédia-szócikk fordításán alapul.  Az eredeti cikk szerkesztőit annak laptörténete sorolja fel. Ez a jelzés csupán a megfogalmazás eredetét és a szerzői jogokat jelzi, nem szolgál a cikkben szereplő információk forrásmegjelöléseként.